# 哇 (韩国歌曲)
《哇》是一首搖滾風格的電子舞曲，由崔俊英作曲。它是韩国歌手李贞贤的成名曲。

## 版本
《哇》被收录在她的第一张专辑Let's Go To My Star（1999）中，后有日语版本《ワ -come on-》，华文翻唱《独一无二》以及粤语翻唱《独家试唱》（由郑秀文演唱）。

## 流行文化
作爲千禧年韓流的代表，該歌曲被收錄於在世界多個國家和地區的跳舞游戲和跳舞機中。如《劲舞团》，《Let's Dance》，《舞蹈革命3rdMix》，《舞蹈革命4rdMix》，《Pump It Up NX Absolute》。